# Sigfrido di Merseburgo
Sigfrido (... – 3 dicembre 937) fu il conte e il margravio di Merseburgo da prima del 934 alla morte. Nei documenti e nei diplomi reali coevi, Sigfrido non compare mai con il titolo di margravio, quindi il titolo era informale e non ufficiale.

## Biografia
Sigfrido era probabilmente il figlio di Tietmaro di Merseburgo, il tutore di Enrico I di Germania e di Ildegarda. Fu procurator del ducato di Sassonia nel 936 in occasione dell'incoronazione di Ottone I allo scopo di proteggere la regione da eventuali nemici mentre il sovrano era ad Aquisgrana; il sovrano incaricò inoltre Sigfrido di "allevare" (nutriensque) suo fratello minore Enrico, probabilmente un eufemismo per indicare il fatto che fu messo sotto la "custodia protettiva" di Sigfrido (forse in Baviera) durante le sue celebrazioni di incoronazione, o comunque fu messo sotto sorveglianza. A quel tempo Sigfrido era "secondo dopo il re", secondo Vitichindo di Corvey. Nel 946 lui e la moglie fondarono il monastero di Gröningen.
Quando Sigfrido morì, la sua marca fu disputata tra Tankmaro, suo cugino (attraverso le loro madri) e il fratellatro del re, e Gero, suo fratello e il prescelto reale nella successione.

## Famiglia e figli
La prima moglie di Sigfrido fu Ermenburg (Irminburg), figlia di Ottone l'Illustre, della stirpe dei Liudolfingi, ed Edvige, della stirpe dei Popponidi/Babenberg di Franconia. La sua seconda moglie (936) fu Guthia (Guhtiu), che, dopo essere divenuta vedova, divenne la fondatrice e la prima badessa del monastero di Gröningen. Egli ebbe un figlio, Sigfrido, conte di Hassegau.